# Европско првенство у кошарци 2011 — Група Ц
Група Ц на Европском првенству у кошарци 2011. је своје утакмице играла између 31. августа и 5. септембра 2011. Све утакмице ове групе су игране у Алитус арени, Алитус, Литванија.
Група је састављена од репрезентација Грчке, Хрватске, Црне Горе, Македоније, Босне и Херцеговине и екипе из додатних квалификација - Финске. Три најбоље репрезентације су прошле у други круг такмичења.

## 31. август

### Црна Гора — Македонија
| 31. август 15:30 | Извештај | Црна Гора                                                                 | 70 : 65 | Македонија                                    | Алитус арена, Алитус Гледаоци: 700 |  |
| 31. август 15:30 | Извештај | Четвртине: 15:14, 10:16, 24:19, 12:12, 9:4                                |         |                                               | Алитус арена, Алитус Гледаоци: 700 |  |
| 31. август 15:30 | Извештај | Поени: В. Дашић 20 Скокови: В. Дашић 16 Асистенције: Г. Јеретин, О. Кук 4 |         | Л. Макејлеб 17 П. Самарџиски 11 Л. Макејлеб 4 | Алитус арена, Алитус Гледаоци: 700 |  |

### Грчка — Босна и Херцеговина
| 31. август 18:00 | Извештај | Грчка                                                                       | 76 : 67 | Босна и Херцеговина                           | Алитус арена, Алитус Гледаоци: 650 |  |
| 31. август 18:00 | Извештај | Четвртине: 15:17, 16:17, 24:15, 21:18                                       |         |                                               | Алитус арена, Алитус Гледаоци: 650 |  |
| 31. август 18:00 | Извештај | Поени: Н. Зисис, Н. Калатес 13 Скокови: К. Куфос 10 Асистенције: Н. Зисис 4 |         | Е. Кикановић 15 Х. Домеркант 6 С. Васиљевић 5 | Алитус арена, Алитус Гледаоци: 650 |  |

### Хрватска — Финска
| 31. август 21:00 | Извештај | Хрватска                                                                  | 84 : 79 | Финска                               | Алитус арена, Алитус Гледаоци: 800 |  |
| 31. август 21:00 | Извештај | Четвртине: 25:26, 16:17, 19:13, 24:23                                     |         |                                      | Алитус арена, Алитус Гледаоци: 800 |  |
| 31. август 21:00 | Извештај | Поени: Б. Богдановић 27 Скокови: А. Томић 8 Асистенције: 3 играча са по 3 |         | П. Копонен 14 Т. Коти 9 П. Копонен 6 | Алитус арена, Алитус Гледаоци: 800 |  |

## 1. септембар

### Босна и Херцеговина — Црна Гора
| 1. септембар 15:30 | Извештај | Босна и Херцеговина                                                      | 94 : 86 | Црна Гора                                    | Алитус арена, Алитус Гледаоци: 700 |  |
| 1. септембар 15:30 | Извештај | Четвртине: 25-19, 23-22, 19-27, 27-18                                    |         |                                              | Алитус арена, Алитус Гледаоци: 700 |  |
| 1. септембар 15:30 | Извештај | Поени: М. Телетовић 23 Скокови: С. Васиљевић 6 Асистенције: Н. Ђедовић 5 |         | Н. Пековић, О. Кук 16 В. Дашић 11 В. Дашић 7 | Алитус арена, Алитус Гледаоци: 700 |  |

### Финска — Грчка
| 1. септембар 18:00 | Извештај | Финска                                                  | 61 : 81 | Грчка                               | Алитус арена, Алитус Гледаоци: 700 |  |
| 1. септембар 18:00 | Извештај | Четвртине: 14-20, 18–21, 12–16, 17–24                   |         |                                     | Алитус арена, Алитус Гледаоци: 700 |  |
| 1. септембар 18:00 | Извештај | Поени: Копонен 21 Скокови: Коти 4 Асистенције: Ранико 4 |         | Бурусис 19 Бурусис 10 Ксантопулос 6 | Алитус арена, Алитус Гледаоци: 700 |  |

### Македонија — Хрватска
| 1. септембар 21:00 | Извештај | Македонија                                                     | 78 : 76 | Хрватска                     | Алитус арена, Алитус Гледаоци: 800 |  |
| 1. септембар 21:00 | Извештај | Четвртине: 21-18, 16-23, 23-21, 18-14                          |         |                              | Алитус арена, Алитус Гледаоци: 800 |  |
| 1. септембар 21:00 | Извештај | Поени: Макејлеб 19 Скокови: Гечевски 8 Асистенције: Макејлеб 5 |         | Дрејпер 13 Томић 7 Дрејпер 6 | Алитус арена, Алитус Гледаоци: 800 |  |

## 3. септембар

### Финска — Босна и Херцеговина
| 3. септембар 15:30 | Извештај | Финска                                                    | 92 : 64 | Босна и Херцеговина                  | Алитус арена, Алитус Гледаоци: 1.100 |  |
| 3. септембар 15:30 | Извештај | Четвртине: 18–16, 11–14, 18–20, 11–22                     |         |                                      | Алитус арена, Алитус Гледаоци: 1.100 |  |
| 3. септембар 15:30 | Извештај | Поени: Коивисто 17 Скокови: Салин 7 Асистенције: Ранико 6 |         | Домеркант 25 Телетовић 6 Васиљевић 4 | Алитус арена, Алитус Гледаоци: 1.100 |  |

### Грчка — Македонија
| 3. септембар 18:00 | Извештај | Грчка                                                             | 58 : 72 | Македонија                     | Алитус арена, Алитус Гледаоци: 2.100 |  |
| 3. септембар 18:00 | Извештај | Четвртине: 24–20, 18–18, 34–18, 16–8                              |         |                                | Алитус арена, Алитус Гледаоци: 2.100 |  |
| 3. септембар 18:00 | Извештај | Поени: Фоцис 16 Скокови: Бурусис 10 Асистенције: Бурусис, Зисиз 4 |         | Макејлеб 27 Антић 8 Макејлеб 4 | Алитус арена, Алитус Гледаоци: 2.100 |  |

### Хрватска — Црна Гора
| 3. септембар 21:00 | Извештај | Хрватска                                                 | 87 : 81 | Црна Гора                        | Алитус арена, Алитус Гледаоци: 1.200 |  |
| 3. септембар 21:00 | Извештај | Четвртине: 24–16, 22–26, 21–18, 20–21                    |         |                                  | Алитус арена, Алитус Гледаоци: 1.200 |  |
| 3. септембар 21:00 | Извештај | Поени: Томић 26 Скокови: Томић 8 Асистенције: Дрејпер 12 |         | Јеретин 18 Вранеш, Дашић 6 Кук 8 | Алитус арена, Алитус Гледаоци: 1.200 |  |

## 4. септембар

### Македонија — Финска
| 4. септембар 15:30 | Извештај | Македонија                                                          | 72 : 70 | Финска                                | Алитус арена, Алитус Гледаоци: 1.200 |  |
| 4. септембар 15:30 | Извештај | Четвртине: 20–21, 18–19, 16–18, 18–12                               |         |                                       | Алитус арена, Алитус Гледаоци: 1.200 |  |
| 4. септембар 15:30 | Извештај | Поени: Макејлеб 18 Скокови: Антић 19 Асистенције: Илиевски, Антић 4 |         | Коивисто, Копонен 11 Коти 5 Ранико 10 | Алитус арена, Алитус Гледаоци: 1.200 |  |

### Црна Гора — Грчка
| 4. септембар 18:00 | Извештај | Црна Гора                                                   | 55 : 71 | Грчка                       | Алитус арена, Алитус Гледаоци: 1.100 |  |
| 4. септембар 18:00 | Извештај | Четвртине: 18–21, 13–11, 10–26, 14–13                       |         |                             | Алитус арена, Алитус Гледаоци: 1.100 |  |
| 4. септембар 18:00 | Извештај | Поени: Пековић 15 Скокови: Пековић 7 Асистенције: Јеретин 3 |         | Куфос 19 Брамос 9 Калатес 6 | Алитус арена, Алитус Гледаоци: 1.100 |  |

### Босна и Херцеговина — Хрватска
| 4. септембар 21:00 | Извештај | Босна и Херцеговина                                               | 92 : 80 | Хрватска                     | Алитус арена, Алитус Гледаоци: 500 |  |
| 4. септембар 21:00 | Извештај | Четвртине: 28–28, 15–8, 21–23, 28–21                              |         |                              | Алитус арена, Алитус Гледаоци: 500 |  |
| 4. септембар 21:00 | Извештај | Поени: Телетовић 26 Скокови: Телетовић 9 Асистенције: Васиљевић 7 |         | Томић 23 Дрејпер 6 Дрејпер 9 | Алитус арена, Алитус Гледаоци: 500 |  |

## 5. септембар

### Финска — Црна Гора
| 5. септембар 15:30 |                                                                  | Финска | 71 : 65                              | Црна Гора | Алитус арена, Алитус Гледаоци: 1.350 |  |
| 5. септембар 15:30 | Четвртине: 25-14, 11-26, 21-14, 14-11                            |        |                                      |           | Алитус арена, Алитус Гледаоци: 1.350 |  |
| 5. септембар 15:30 | Поени: Ли 12 Скокови: Хаф, Коти 8 Асистенције: Ранико, Копонен 4 |        | Пековић 16 Михаиловић 7 Михаиловић 4 |           | Алитус арена, Алитус Гледаоци: 1.350 |  |

### Грчка — Хрватска
| 5. септембар 18:00 | Извештај | Грчка                                                                         | 74 : 69 | Хрватска                             | Алитус арена, Алитус Гледаоци: 1.200 |  |
| 5. септембар 18:00 | Извештај | Четвртине: 25–13, 19–14, 14–18, 16–24                                         |         |                                      | Алитус арена, Алитус Гледаоци: 1.200 |  |
| 5. септембар 18:00 | Извештај | Поени: Василеиадис, Фоцис 17 Скокови: Калатес 8 Асистенције: Зисис, Калатес 4 |         | Поповић, Бараћ 14 Андрић 8 Дрејпер 5 | Алитус арена, Алитус Гледаоци: 1.200 |  |

### Македонија — Босна и Херцеговина
| 5. септембар 21:00 | Извештај | Македонија                                                   | 75 : 63 | Босна и Херцеговина                         | Алитус арена, Алитус Гледаоци: 600 |  |
| 5. септембар 21:00 | Извештај | Четвртине: 16–17, 19–21, 18–9, 22–16                         |         |                                             | Алитус арена, Алитус Гледаоци: 600 |  |
| 5. септембар 21:00 | Извештај | Поени: Макејлеб 22 Скокови: Антић 14 Асистенције: Илиевски 7 |         | Ђедовић 15 Телетовић, Ђедовић 7 Васиљевић 7 | Алитус арена, Алитус Гледаоци: 600 |  |

## Табела
| Табела групе Ц      | ИГ | Д | И | П+  | П-  | Разл. | Бод. |
| ------------------- | -- | - | - | --- | --- | ----- | ---- |
| Македонија          | 5  | 4 | 1 | 362 | 337 | +25   | 9    |
| Грчка               | 5  | 4 | 1 | 360 | 324 | +36   | 9    |
| Финска              | 5  | 2 | 3 | 373 | 366 | +7    | 7    |
| Босна и Херцеговина | 5  | 2 | 3 | 380 | 409 | -29   | 7    |
| Хрватска            | 5  | 2 | 3 | 396 | 404 | -8    | 7    |
| Црна Гора           | 5  | 1 | 4 | 357 | 388 | -31   | 6    |